# 快乐星球
《快乐星球》是由河南超凡影视集团联合郑州电视台和中央电视台投资拍摄的系列电视剧，也是中国首部科幻少儿电视剧，共256集。其中第一部52集（央视实际播出42集）、第二部54集（央视实际播出50集）、第三部50集、第四部50集（2010年春节期间播出）、第五部50集（2020年末至2021年初先后以網路劇形式在優酷、騰訊視頻等平台播出）。
2005年5月初，华娱卫视购下《快乐星球》在广州、深圳和香港的播映权。香港无线电视于2007年买进播映权，并于2007年6月在无线收费电视旗下的無綫劇集台播放。
2018年6月30日，电影《快乐星球之三十六号》在中国内地上映，电影由张惠民编剧导演，赵克明、张子扬、马嘉祺、王天发、孙苏雅、张兆艺等联袂主演。

## 主要演员

### 快乐星球1
- 丁凯乐：李瑞
- 胖哥（孙野）：王新博
- 多面体：邢凯轩
- 莲蓉包：孙格
- 冰柠檬：张兆艺
- 吴佳佳：李雪
- 马翔宇：周乾畅
- 小九九（王硕）：马子豪
- 金刚：贺双彬
- 东方老师：冯锦
- 老顽童爷爷：赵克明

### 快乐星球2
- 艾克：牛东文
- 艾雪：刘思雯
- 杨阳：唐晨
- 宝贝（包雷）：毛竹青
- 何大力：闫思遥
- 孟繁志：胡涛
- 安然：郭慧子
- 笨笨：路港一森
- 聪聪：崔彤
- 欧阳老师：王黎雯
- 王校长：高虹
- 赵主任：韩秀峰
- 牛老师：陈梅生
- 姬老师：丁凯
- 首领：祝翔
- 宝贝爸爸：王波
- 宝贝妈妈：王宁
- 宝贝爷爷（包国兴）：于根义[註 1]
- 叶教练：王志飞
- 市长：郑晓宁

### 快乐星球3
- 周晓航：孙斯阳
- 周晓璐：张蕊
- 叶秋子：张泽宇
- 毛悦：聂浩然
- 高天：金圣凯
- 万事通：陈光文
- 许诚实：霍都督
- 棒棒：张佳祺
- 防火墙：冯佳玮
- 首领：祝翔
- 首领二代：王媛媛
- 008号：吴刘华
- 晓航叔叔：王东方
- 慕容老师：赵文琪
- 诸葛老师：张乐
- 晓航爸爸：高远
- 晓航妈妈：于小慧
- 晓航爷爷：施长金

### 快乐星球4
- 步平凡：管桐（反串）
- 段小西：高馨岳
- 卢森堡：胡启奥
- 童彤：王紫璇
- 陶小龙：付乐为
- 上官老师：桑萌园
- 令狐老师：郝建民
- 校长：王小娜
- 爸爸：梁秋予
- 妈妈：杨静
- 棒棒：张佳琪
- 防火墙：冯佳玮
- Q博士：张惠民（导演）
- 大Q：翟岩
- 小Q：翟伟
- 徐嘉伟：徐嘉伟（实名演员）
- 李潇风：李潇风（实名演员）

### 快乐星球5
- 带小帅：馬嘉祺
- 棒棒：张佳祺
- 防火墙：冯佳玮
- 老顽童爷爷：赵克明

### 快乐星球之三十六号[7]
- 拉条：马嘉祺
- 马三十六：张子扬
- 老顽童爷爷：赵克明
- Q博士：张惠民
- 马老大：孙苏雅

## 播出信息

### 快乐星球1
| 頻道                 | 所在地   | 播出日期        | 播出時間         | 備註 |
| -------------------- | -------- | --------------- | ---------------- | ---- |
| 郑州电视台第二套节目 | 中国大陆 | 2004年8月4日起  |                  |      |
| CCTV-8               | 中国大陆 | 2004年9月30日起 | 每日17:00至19:00 |      |

### 快乐星球2
| 頻道                 | 所在地   | 播出日期        | 播出時間         | 備註 |
| -------------------- | -------- | --------------- | ---------------- | ---- |
| 河南电视台电视剧频道 | 中国大陆 | 2006年1月21日起 | 每日17:30        |      |
| CCTV-8               | 中国大陆 | 2006年4月5日起  | 每日17:00至19:00 |      |

### 快乐星球3
| 頻道                 | 所在地   | 播出日期        | 播出時間         | 備註 |
| -------------------- | -------- | --------------- | ---------------- | ---- |
| 河南电视台电视剧频道 | 中国大陆 | 2007年7月18日起 | 每日17:30        |      |
| CCTV-8               | 中国大陆 | 2007年7月26日起 | 每日17:00至19:00 |      |

### 快乐星球4
| 頻道                 | 所在地   | 播出日期        | 播出時間         | 備註 |
| -------------------- | -------- | --------------- | ---------------- | ---- |
| 郑州电视台第六套节目 | 中国大陆 | 2010年2月6日起  | 每日19:00        |      |
| CCTV-8               | 中国大陆 | 2010年2月11日起 | 每日08:40至12:40 |      |

### 快乐星球5
| 平台     | 所在地   | 播出日期       | 播出時間 | 備註         |
| -------- | -------- | -------------- | -------- | ------------ |
| 优酷     | 中国大陆 | 2020年12月23日 | 不适用   | 网络平台上线 |
| 腾讯视频 | 中国大陆 | 2021年1月12日  | 不适用   | 网络平台上线 |

## 相关评价
- 可组织些文艺评论，推介此剧。可加大播放力度。经过市场检验的“三贴近”的好作品，应予表彰、奖励。——原中共中央政治局常委 李长春
- 加大对快乐星球的推介力度，今年“五个一”评奖要关注少儿作品。——原中共中央政治局委员、中央书记处书记、中宣部部长 刘云山
- 大型科幻儿童电视剧《快乐星球》取得如此开创性的成绩，可喜可贺。——原中共河南省委书记、省人大常委会主任 徐光春
- 用快乐生产快乐，用制度打造精品，向近四亿儿童奉献快乐。孩子的快乐就是我的快乐，一生中我一定坚持做好这件事。——《快乐星球》总导演 张惠民
- 《快乐星球》为中国少儿电视剧的创作开辟了崭新的思路：适应儿童求奇、求新、求知的观赏心理，通过科幻的手段解决当代中国儿童现实生活中的许多烦恼，寓教于乐的同时激发儿童的想象力和独立解决生活中难题的欲望。——中央电视台影视部编导 王浩
- 《快乐星球》在优秀中国国产少儿题材电视剧稀缺的情况下，让亿万少年儿童找到了健康有益的精神寄托，进而成为孩子们的成长记忆，这是一件功德无量的事情。——河南省漫画家协会主席、河南省动漫产业协会会长 张国晓[8]

## 所获荣誉
- 第十届全国五个一工程优秀电视剧奖[9]
- 第26届中国电视剧飞天奖少儿电视剧三等奖
- 第27届中国电视剧飞天奖少儿电视剧二等奖

## 相关花絮
- 快乐星球每一部的班主任均为复姓。
- 快乐星球第二部的两个主角艾克、艾雪的名字谐音为“爱科学”，暗示了该剧主题。此外，第二部是河南电影电视制作集团成立后的首部作品。[10]
- 2009年8月10日，正在拍摄《快乐星球》第四部的河南超凡影视制作有限公司影视基地发生群体性发热事件，随后确诊25例甲型H1N1流感病例[11]，8月19日下午，全部患者痊愈出院，原定于9月30日杀青的《快乐星球》第四部因此延误了进度[12]。
- 第四部中男一号步平凡的扮演者管桐性别为女性，剧中女扮男装反串，这一直被视为剧组头号机密，直到开播前才被曝，引起影迷轩然大波。
- 第五部中男一号带小帅（马嘉祺饰演）演唱的歌曲《什么是快乐星球》在2021年4月开始走红，成为中国大陆最流行的网络用语之一，频繁被用作一些整蛊视频的背景音乐[13]，并获选为人民日报2021年度十大BGM[14] 。

## 主题曲
- 片头曲：快乐小神仙
- 片尾曲：月亮船、梦幻童年[註 2]、快乐颂[註 3]
- 插曲：小小少年